# Strjapukha
Strjapukha (russisk: Стряпуха) er en sovjetisk spillefilm fra 1965 af Edmond Keosajan.

## Medvirkende
- Svetlana Svetlitjnaja som Pavlina Khutornaja
- Ljudmila Khitjaeva
- Inna Tjurikova som Varvara
- Konstantin Sorokin
- Georgij Jumatov